# 칼리굴라
칼리굴라(라틴어: Caligula, Gaius Julius Caesar Augustus Germanicus)는 로마 제국의 제3대 황제(12년 8월 31일 - 41년 1월 24일, 재위 37년 3월 16일 - 41년 1월 24일)이다. 본래 이름은 가이우스이며, 칼리굴라는 이름이 아니라 자기의 아버지가 지휘하고 있었던 게르마니아 군단 병사들이 귀여워하며 붙여준 '꼬마 장화'라는 뜻을 가진 별명이다.

## 생애
티베리우스 황제의 조카이자 양아들인 게르마니쿠스 카이사르와 아우구스투스의 손녀인 대 아그리피나의 아들이다. 또한, 네로의 어머니인 소 아그리피나는 그의 여동생이다. 아버지 게르마니쿠스는 게르마니아 방면군의 사령관직을 맡고 있어 칼리굴라는 어린 시절을 로마 제국의 라인 강 방위선에서 보내게 되었다. 이때 칼리굴라는 아버지 휘하의 군단병들로부터 귀여움을 받아 '꼬마 장화'를 의미하는 칼리굴라로 불려 군단의 마스코트가 되었다.
티베리우스의 후계자 후보들이 차례차례 티베리우스보다 먼저 세상을 떠났기 때문에, 티베리우스가 죽기 직전 남긴 유서에 의해서 칼리굴라는 사촌동생 티베리우스 게메루스와 함께 제위의 후계자로 지명되었다.
늙은 황제 티베리우스(사망 당시 77살)의 젊은 후계자(즉위 당시 24살)로서 칼리굴라의 제위 계승은 로마 시민들의 압도적인 지지를 받아 성사될 수 있었다. 티베리우스는 치세 만년에 공포 정치를 펴서 인기가 크게 떨어졌다. 이 때문에 티베리우스가 유서에 티베리우스 게메루스를 공동상속인으로서 지명했음에도 불구하고, 원로원은 유서를 무시하고 칼리굴라가 단독상속인으로서 황제로 취임했다.
칼리굴라는 황제 취임 직후 티베리우스의 재정 낭비 방지 정책을 중지시켜 로마시민에게 식량을 나누어주고 검투사 시합을 부활시키는 등 시민들의 요구에 부응하는 정책을 시행하였으나, 즉위한 지 7개월 만에 고열이 나 쓰러져 심하게 병을 앓은 뒤에 그 후유증으로 정신에 이상이 생겨 정상적인 생각과 판단을 하지 못하고 미친듯이 나라를 다스리기 시작했다. 칼리쿨라는 검투사 시합을 과격하고 참혹한 내용으로 바꾸고 화려한 만찬을 즐기고 도박을 일삼았으며, 자신의 마차를 끌어온 인부에게 거액을 주는 등 국고를 탕진해 재정을 파탄시키고 이로 인해 민심의 급속한 이탈을 불러왔다. 또 자신과 누이 드루실라를 신격화시키는 등 비(非)정상적인 통치를 하였다. 특히 누이들과 근친상간을 맺고 스스로를 신격화하여 신들과 같은 복장을 하는 등의 기행을 일삼았는데, 이러한 기행은 여러 번 영화화 되기도 하였다.
41년 1월, 팔라티누스 경기 도중에 근위대장 카시우스 카이레아(Cassius Chaerea) 등에 의해 아내, 딸과 함께 죽임을 당했다. 그의 통치기간은 3년 10개월이었다.
칼리굴라가 암살된 후, 원로원이 제정 대신 로마 공화정의 부흥을 기획했었지만, 근위대가 칼리굴라의 숙부 클라우디우스에게 충성을 맹세하면서 무산된다.

## 칼리굴라를 소재로 한 작품

### 영화
- 칼리굴라

## 같이 보기
- 로마 황제 연대표

| 전임 티베리우스 | 제3대 로마 제국 황제 37년 - 41년 | 후임 클라우디우스 |